# Hiato dos saurópodes
O hiato dos saurópodes é um período no registro fóssil, originalmente norte-americano, para a maior parte do Cretáceo Superior, notado por sua falta de restos de saurópodes. Pode representar um evento de extinção, possivelmente causado pela competição com herbívoros ornitísquios, perda de habitat pela expansão do Mar Interior Ocidental ou ambos. Alternativamente, tem sido argumentado que o hiato representa uma diminuição nos depósitos interiores que teriam efetivamente preservado os animais, criando a ilusão de uma extinção. O hiato dos saurópodes terminou pouco antes do fim do Cretáceo, com o aparecimento do Alamosaurus, provavelmente um imigrante da América do Sul, nas partes do sul da América do Norte. No entanto, o evento também foi observado na Europa.

## Conceito

### História da pesquisa
Evidências definitivas de saurópodes do Cretáceo Superior na América do Norte foram descobertas pela primeira vez em 1922, quando Charles Whitney Gilmore descreveu o Alamosaurus sanjuanensis. O termo "hiato de saurópodes" foi cunhado pelos pesquisadores Spencer G. Lucas e Adrian P. Hunt em 1989 para descrever como os fósseis do clado se tornaram escassos no oeste da América do Norte perto do início do Cretáceo Superior. Outra lacuna no registro de saurópodes da América do Norte foi observada no Cretáceo Inferior, do Berriasiano ao Barremiano, mas essa lacuna foi parcialmente preenchida pela descoberta de restos fragmentários de um saurópode semelhante ao Camarasaurus da Formação Lakota em 2014. O registro fóssil de saurópodes nesta parte do Cretáceo Inferior é pobre globalmente, não apenas na América do Norte.

### Definição
Por volta do final do Jurássico Inferior, os saurópodes, um clado de dinossauros grandes e de pescoço longo, se estabeleceram como o "grupo dominante" de grandes herbívoros em ambientes terrestres, possivelmente após um evento de aquecimento global. Eles alcançaram distribuição global, tornando-se um componente significativo e diverso dos ecossistemas mesozóicos. Os saurópodes foram altamente bem-sucedidos na América do Norte durante o Jurássico Superior; a Formação Morrison do oeste dos Estados Unidos preserva uma das faunas de saurópodes mais conhecidas,  com 24 espécies de saurópodes reconhecidas.

### Começo do hiato

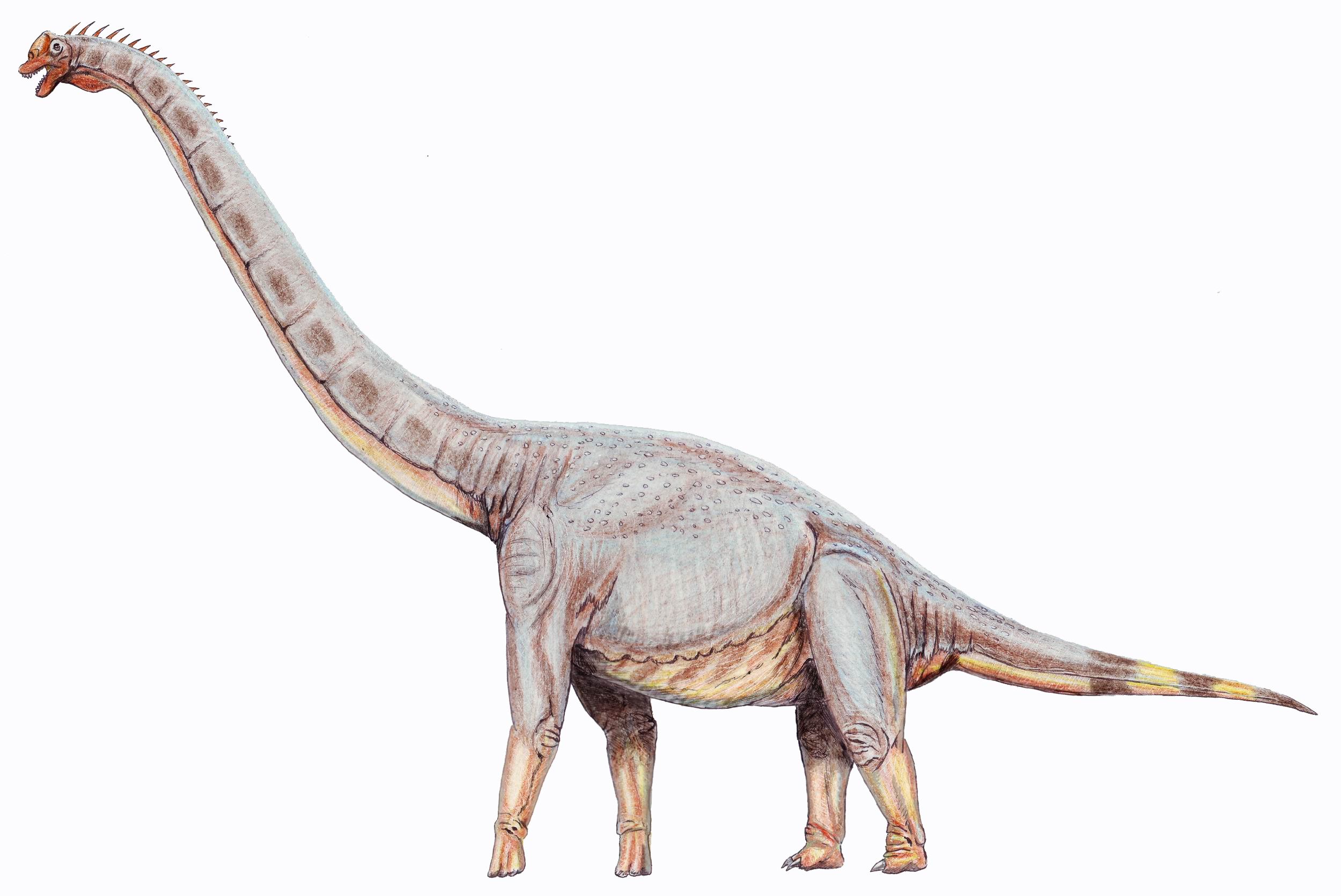
Sonorasaurus thompsoni, um dos últimos saurópodes norte-americanos antes do hiato

O hiato dos saurópodes norte-americanos começou durante o Cenomaniano, a primeira idade geológica do Cretáceo Superior. Vários saurópodes são conhecidos do Albiano superior ou do Cenomaniano inferior da América do Norte. O braquiossaurídeo Abydosaurus e dentes indeterminados de saurópodes foram encontrados no Membro Mussentuchit, com a idade máxima dos fósseis de Abydosaurus calculada em 104,46±0,95 Ma. A idade do braquiossaurídeo Sonorasaurus não é bem limitada, mas provavelmente estava entre 98 e 110 Ma. Ossos de saurópodes foram relatados na Formação Dakota. Restos possivelmente referentes ao Sauroposeidon foram encontrados em estratos com uma idade máxima calculada em 104,4 Ma.
O epíteto da espécie Sauroposeidon proteles significa "aperfeiçoado antes do fim" em referência ao seu status como um dos últimos saurópodes norte-americanos antes do hiato dos saurópodes.
Embora o termo "hiato dos saurópodes" originalmente se referisse a uma ausência norte-americana de saurópodes, uma tendência semelhante foi observada na Europa, durando do final do Coniaciano ao Santoniano. A lacuna europeia foi discutida de maneira semelhante por Éric Buffetaut e Jean Le Loeuff em vários estudos da década de 1990.

### Fim do hiato

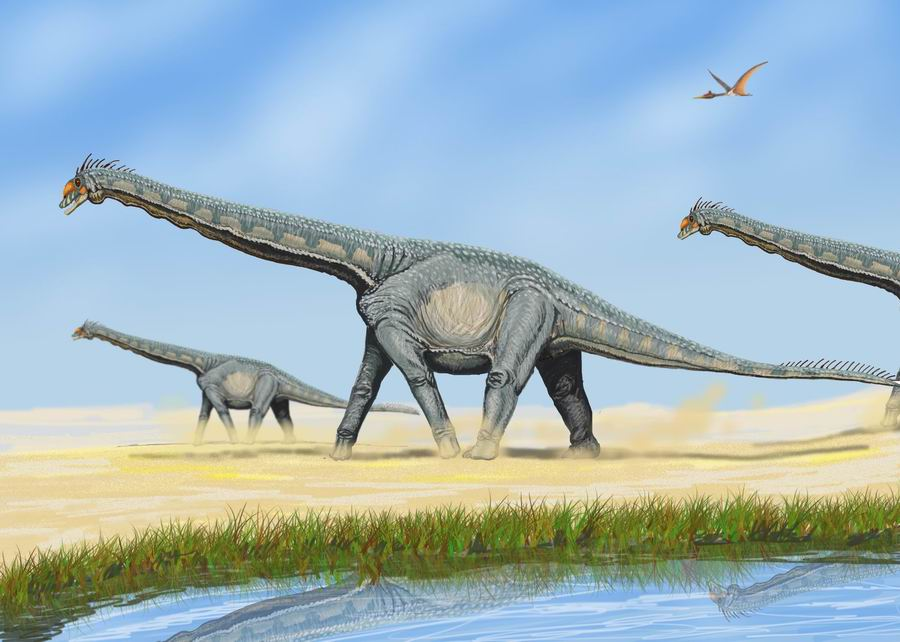
Impressão artística de Alamosaurus, o único saurópode pós-hiato conhecido da América do Norte

Seja qual for a causa do hiato dos saurópodes, eles não reaparecem no registro fóssil norte-americano até perto do fim do Cretáceo. Vários espécimes foram reivindicados como representantes de registros campanianos de saurópodes na América do Norte, mas desde então foram redatados como Maastrichtianos ou reinterpretados como representantes de outros grupos de animais. Alguns desses registros reivindicados foram determinados como vértebras cervicais de hadrossauros, que podem se assemelhar superficialmente às vértebras caudais de titanossauros se mal preservadas e interpretadas de trás para frente. Os saurópodes não reaparecem definitivamente no registro fóssil norte-americano até o Maastrichtiano, a última era do Cretáceo, embora um estudo não publicado apresentado na conferência da Society of Vertebrate Paleontology em 2018 tenha relatado a ocorrência de uma vértebra caudal de saurópode no Membro Deadhorse Coulee da Formação Milk River, datando do Santoniano. Se confirmado, representaria a ocorrência mais ao norte de um saurópode na América do Norte do Cretáceo Superior, bem como forneceria evidências contra o "hiato dos saurópodes". Os registros de saurópodes pós-hiato da América do Norte são todos titanossauros e são comumente considerados como representantes de um único gênero, Alamosaurus. Este dinossauro parece ter se tornado rapidamente o grande herbívoro dominante do sul da América do Norte.  Devido ao seu grande tamanho, estima-se que Alamosaurus tenha contribuído para a evolução do gigantismo em espécies de Tyrannosauridae norte-americanas, como Tyrannosaurus, com quem viveu ao lado.
Alamosaurus provavelmente chegou à América do Norte cruzando da América do Sul. Outros estudos encararam a ideia de que o Alamosaurus poderia ter cruzado a partir da América do Sul com ceticismo, já que a única conexão entre as Américas na época pode ter sido cadeias de ilhas que os titanossauros não seriam adequados para cruzar, e propuseram que o Alamosaurus chegou à América do Norte vindo da Ásia. No entanto, essa hipótese é baseada em estudos que não incluíram o parente próximo sul-americano do Alamosaurus, Pellegrinisaurus.  Os saurópodes foram considerados mal adaptados para ambientes de alta latitude, o que tornaria a ponte terrestre de Bering entre a Ásia e a América do Norte inóspita para os titanossauros. A primeira aparição de hadrossauros na América do Sul coincide com a primeira aparição de titanossauros na América do Norte, sugerindo que os titanossauros podem ter se dispersado para o norte ao longo das mesmas rotas que os hadrossauros se dispersaram para o sul. Também foi proposto que o Alamosaurus pertence a uma linhagem de titanossauros nativos da América do Norte, mas nenhum outro saurópode norte-americano conhecido está intimamente relacionado ao Alamosaurus, tornando tal possibilidade improvável.

## Hipóteses

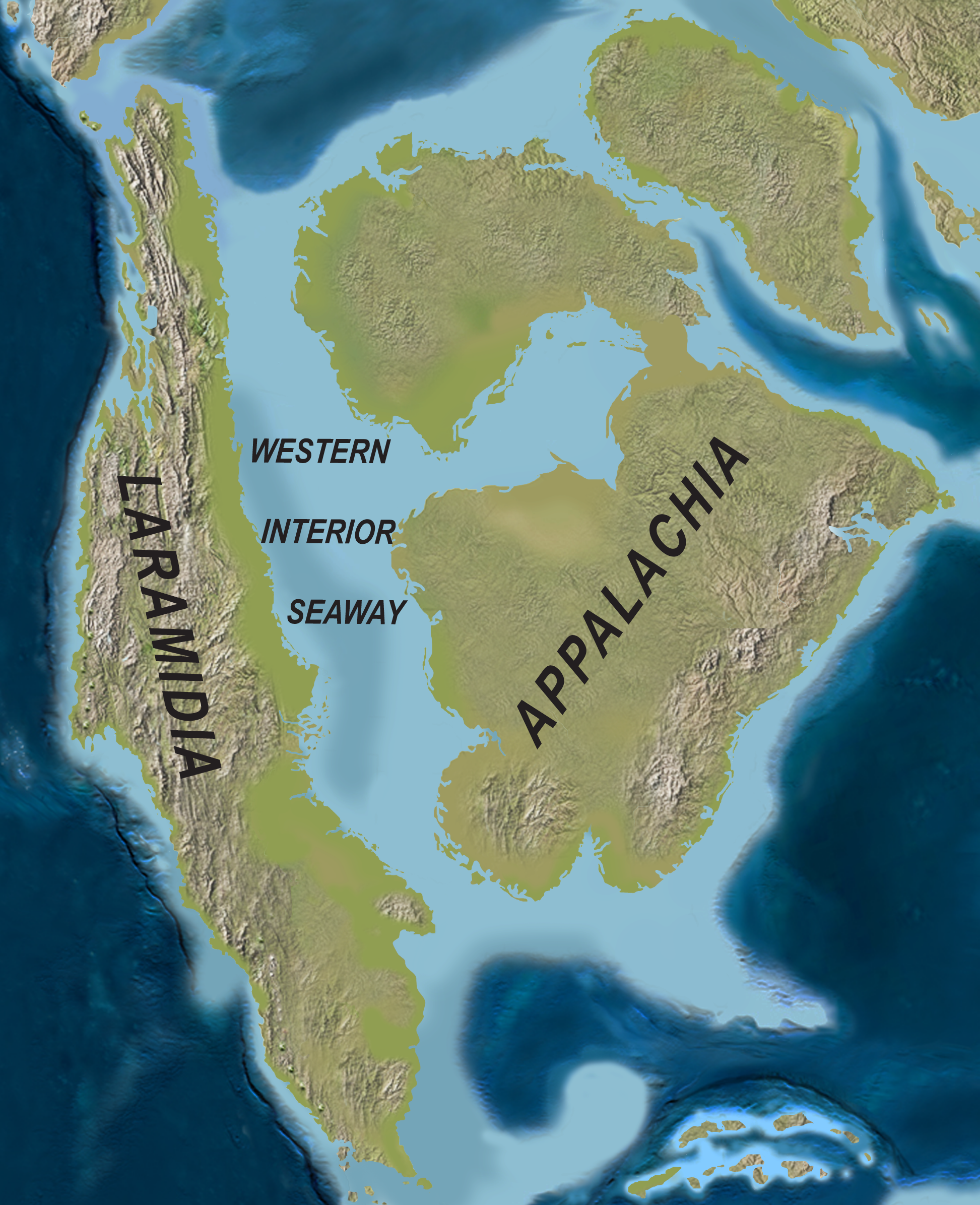
O crescimento da Via Marítima Interior Ocidental (retratada aqui durante o Campaniano) pode ter levado a um declínio dos saurópodes norte-americanos

A causa do hiato dos saurópodes tem sido um assunto de debate. Lucas e Hunt propuseram duas hipóteses: uma falta de restos devidamente preservados ou uma extinção genuína seguida de repovoamento da América do Sul. No primeiro cenário — rejeitado pelos próprios Lucas e Hunt, mas posteriormente explicado por Thomas Lehman em 2001 — à medida que o nível do mar subia, os saurópodes ficavam restritos a ambientes de terras altas que não eram tão bem representados no registro fóssil quanto os costeiros, antes de eventualmente migrarem de volta para áreas de terras baixas à medida que se tornavam mais adequados. No segundo, os saurópodes norte-americanos foram extintos, e aqueles que aparecem perto do fim do Cretáceo representam imigrantes da América do Sul por meio de pontes terrestres, pertencentes a um grupo conhecido como titanossaurianos.
Em 2011, Philip D. Mannion e Paul Upchurch reavaliaram o hiato dos saurópodes, levando em consideração vários fatores. Eles argumentaram que o evento representou um viés de amostragem, já que o habitat interior preferido dos saurópodes não está tão bem representado no registro fóssil quanto as regiões costeiras, alegando também que a existência do Sonorasaurus thompsoni de idade Cenomaniana encurtou a lacuna entre o Turoniano e o início do Campaniano.
D'Emic e Foreman discutiram vários eventos que poderiam ter levado a uma extinção regional. No final do Albiano, o Mar Interior Ocidental começou a avançar mais para a América do Norte. Em contraste com um argumento anterior de Mannion e Upchurch de que esse evento ocorreu antes do hiato dos saurópodes, D'Emic e Foreman escrevem que ocorreu gradualmente ao longo de milhões de anos. Segundo eles, isso ocorreu antes ou simultaneamente ao evento. Alternativamente, em um cenário duvidado por Lucas e Hunt, mas levado em consideração por D'Emic e Foreman, os hadrossauros (dinossauros com bico de pato) poderiam ter superado os saurópodes. Enquanto o primeiro par acreditava que os métodos de alimentação dos dois grupos eram muito diferentes para que isso ocorresse, os últimos pesquisadores sugeriram que tal competição poderia ter sido entre animais em estágios mais jovens de crescimento. Este cenário também é apoiado pelo registro fóssil, já que os últimos saurópodes pré-hiato são encontrados ao lado dos primeiros hadrossauróides norte-americanos.
Fora da América do Norte, as hipóteses da tendência da ausência de saurópodes na Europa foram analisados por Buffetaut e Loeuff.  Eles sugeriram que esse hiato europeu refletia uma extinção de saurópodes no continente, sugerindo que novos migrantes eventualmente chegaram da África. Mannion e Upchurch não conseguiram provar um local de nascimento africano para titanossauros europeus, embora tenham declarado que a ancestralidade do hemisfério sul para certos grupos é uma possibilidade.Devido à escassez de depósitos fósseis do hiato dos saurópodes europeus, Le Loeuff considerou a existência de tal hiato provisória. Rastros e um dente de saurópode foram encontrados na Europa durante o suposto hiato, sugerindo que os saurópodes estavam presentes na Europa durante o Cretáceo Superior, embora seus fósseis sejam muito raros.